# Lista de primeiras-damas do estado do Rio Grande do Norte
Esta é a lista que reúne as primeiras-damas e os primeiros-cavalheiros do estado do Rio Grande do Norte ao longo da história.
O termo é utilizado para se referir ao cônjuge do(a) governador(a) do Rio Grande do Norte durante o exercício pleno do cargo. Em ocasiões especiais, pode ser atribuído a outra pessoa quando o(a) governador(a) é solteiro(a) ou viúvo(a). Atualmente, o título está vago, uma vez que a governadora Fátima Bezerra, terceira mulher eleita para o cargo no estado, não é casada.
Até a atualidade, cinco ex-primeiras-damas estão vivas: Anita Maia, esposa de José Agripino Maia; Edinólia Melo, viúva de Geraldo Melo; Denise Alves, esposa de Garibaldi Alves Filho; Eliane Freire, esposa de Fernando Freire; e Julianne Dantas, ex-esposa de Robinson Faria. Como também, dois ex-primeiros-cavalheiros estão vivos: Maurício Souza, viúvo de Wilma de Faria; e Carlos Augusto Rosado, esposo de Rosalba Ciarlini.
A última ex-primeira-dama a falecer foi Aída Cortez Pereira, em 22 de agosto de 2021, aos 85 anos.

## Primeiras-damas do Rio Grande do Norte –Brasil República(1889 – atualmente)

### Primeira República (1889–1930)
Durante a Primeira República, o papel das primeiras-damas era predominantemente ligado ao suporte doméstico e familiar, com pouca participação pública ou política. As esposas dos governadores do Rio Grande do Norte mantinham-se, em grande parte, nos bastidores, apoiando seus maridos de maneira privada. Por exemplo, Petronila de Albuquerque Maranhão foi a primeira-dama durante os mandatos de Pedro Maranhão em 1889 e 1890. As atividades públicas ou sociais dessas primeiras-damas não são amplamente documentadas, refletindo a expectativa da época de que as mulheres se restringissem ao âmbito doméstico.
| Nº                                         | Fotografia                                 | Primeira-dama                              | Início do mandato       | Fim do mandato          | Governador                          |
| ------------------------------------------ | ------------------------------------------ | ------------------------------------------ | ----------------------- | ----------------------- | ----------------------------------- |
| 1                                          |                                            | Petronila de Albuquerque Maranhão          | 17 de novembro de 1889  | 6 de dezembro de 1889   | Pedro Maranhão                      |
| 2                                          |                                            | Ana da Silva Gordo                         | 6 de dezembro de 1889   | 8 de fevereiro de 1890  | Adolfo Gordo                        |
| 3                                          |                                            | Mariana Raposo da Câmara                   | 8 de fevereiro de 1890  | 10 de março de 1890     | Jerônimo Câmara                     |
| 4                                          |                                            | Laura Xavier da Silveira                   | 10 de março de 1890     | 19 de setembro de 1890  | Xavier da Silveira Júnior           |
| 5                                          |                                            | Petronila de Albuquerque Maranhão          | 19 de setembro de 1890  | 8 de novembro de 1890   | Pedro Maranhão                      |
| 6                                          |                                            | Carolina Augusta Gomes Ribeiro             | 8 de novembro de 1890   | 7 de dezembro de 1890   | João Gomes Ribeiro                  |
| Vago; o governador era solteiro.           | Vago; o governador era solteiro.           | Vago; o governador era solteiro.           | 7 de dezembro de 1890   | 2 de março de 1891      | Nascimento de Castro                |
| 7                                          |                                            | Rita da Costa Barros                       | 2 de março de 1891      | 13 de junho de 1891     | Amintas Barros                      |
| 8                                          |                                            | Ana Varela Barros                          | 13 de junho de 1891     | 6 de agosto de 1891     | Fernandes Barros                    |
| 9                                          |                                            | Apolônia da Nóbrega Gurgel                 | 6 de agosto de 1891     | 9 de setembro de 1891   | Francisco Gurgel                    |
| 10                                         |                                            | Rosa Castro                                | 9 de setembro de 1891   | 28 de novembro de 1891  | Miguel Castro                       |
| Vago; primeira junta governativa potiguar. | Vago; primeira junta governativa potiguar. | Vago; primeira junta governativa potiguar. | 28 de novembro de 1891  | 22 de fevereiro de 1892 | Primeira Junta Governativa Potiguar |
| 11                                         |                                            | Mariana Raposo da Câmara                   | 22 de fevereiro de 1892 | 28 de fevereiro de 1892 | Jerônimo Câmara                     |
| 12                                         |                                            | Petronila de Albuquerque Maranhão          | 28 de fevereiro de 1892 | 25 de março de 1896     | Pedro Maranhão                      |
| 13                                         |                                            | Alexandrina Ferreira Chaves                | 25 de março de 1896     | 25 de março de 1900     | Joaquim Ferreira Chaves             |
| 14                                         |                                            | Inês de Albuquerque Maranhão               | 25 de março de 1900     | 25 de março de 1904     | Alberto Maranhão                    |
| 15                                         |                                            | Sophia Eugênia Tavares                     | 25 de março de 1904     | 5 de novembro de 1906   | Augusto Tavares de Lyra             |
| 16                                         |                                            | Etelvina Moreira Dias                      | 5 de novembro de 1906   | 23 de fevereiro de 1907 | Manuel Moreira Dias                 |
| Vago; o governador era solteiro.           | Vago; o governador era solteiro.           | Vago; o governador era solteiro.           | 23 de fevereiro de 1907 | 25 de março de 1908     | Melo e Sousa                        |
| 17                                         |                                            | Inês de Albuquerque Maranhão               | 25 de março de 1908     | 31 de dezembro de 1913  | Alberto Maranhão                    |
| 18                                         |                                            | Alexandrina Ferreira Chaves                | 1º de janeiro de 1914   | 31 de dezembro de 1920  | Joaquim Ferreira Chaves             |
| Vago; o governador era solteiro.           | Vago; o governador era solteiro.           | Vago; o governador era solteiro.           | 1º de janeiro de 1921   | 31 de dezembro de 1923  | Melo e Sousa                        |
| 19                                         |                                            | Alice Bezerra de Medeiros                  | 1º de janeiro de 1924   | 31 de dezembro de 1927  | José Augusto Medeiros               |
| 20                                         |                                            | Silvina Lamartine                          | 1º de janeiro de 1928   | 5 de outubro de 1930    | Juvenal Lamartine de Faria          |
| Vago; segunda junta governativa potiguar.  | Vago; segunda junta governativa potiguar.  | Vago; segunda junta governativa potiguar.  | 6 de outubro de 1930    | 12 de outubro de 1930   | Segunda Junta Governativa Potiguar  |

### Segunda República (1930–1937)
Com a ascensão de Getúlio Vargas ao poder, houve uma maior valorização das ações sociais, e as primeiras-damas começaram a se envolver mais em atividades assistenciais. No contexto nacional, Darcy Vargas fundou a Legião Brasileira de Assistência (LBA) em 1942, estabelecendo um modelo de atuação para as primeiras-damas. No Rio Grande do Norte, embora não haja registros detalhados sobre a atuação específica das primeiras-damas desse período, é provável que tenham seguido essa tendência de maior envolvimento em causas sociais e assistenciais.
| Nº                               | Fotografia                       | Primeira-dama                    | Início do mandato     | Fim do mandato        | Interventor              | Notas e Referências |
| -------------------------------- | -------------------------------- | -------------------------------- | --------------------- | --------------------- | ------------------------ | ------------------- |
| 21                               |                                  | Sara Joffily                     | 12 de outubro de 1930 | 28 de janeiro de 1931 | Irineu Joffily           | [ 3 ]               |
| 22                               |                                  | Sophia Moura                     | 29 de janeiro de 1931 | 31 de julho de 1931   | Aluísio de Andrade Moura |                     |
| 23                               |                                  | Etelvina Cascardo                | 31 de julho de 1931   | 11 de junho de 1932   | Hercolino Cascardo       |                     |
| 24                               |                                  | Dalva Dutra                      | 11 de junho de 1932   | 2 de agosto de 1933   | Bertino Dutra da Silva   |                     |
| 25                               |                                  | Beraldina Câmara                 | 2 de agosto de 1933   | 27 de outubro de 1935 | Mário Câmara             |                     |
| Vago; o governador era solteiro. | Vago; o governador era solteiro. | Vago; o governador era solteiro. | 27 de outubro de 1935 | 29 de outubro de 1935 | Liberato da Cruz Barroso |                     |

### Terceira República (1937–1945)
| Nº | Fotografia | Primeira-dama             | Início do mandato     | Fim do mandato        | Interventor              | Notas e Referências |
| -- | ---------- | ------------------------- | --------------------- | --------------------- | ------------------------ | ------------------- |
| 26 |            | Leonilla Xavier Fernandes | 29 de outubro de 1935 | 3 de julho de 1943    | Rafael Fernandes Gurjão  | [ 4 ] [ 5 ]         |
| 27 |            | Dulce Pinto Dantas        | 3 de julho de 1943    | 15 de agosto de 1945  | Antônio Fernandes Dantas | [ 6 ] [ 7 ] [ 8 ]   |
| 28 |            | Maria Giovanna Avelino    | 15 de agosto de 1945  | 7 de novembro de 1945 | Georgino Avelino         | [ 9 ]               |

### Quarta República (1945–1964)
Com o fim do Estado Novo e o retorno à democracia em 1945, o papel das primeiras-damas continuou a se expandir, principalmente no campo social. Durante esse período, as mulheres passaram a ocupar mais espaços públicos e começaram a se envolver mais ativamente nas políticas de assistência social e educação.
| Nº | Fotografia | Primeira-dama            | Início do mandato       | Fim do mandato          | Interventor / Governador | Notas e Referências                                                      |
| -- | ---------- | ------------------------ | ----------------------- | ----------------------- | ------------------------ | ------------------------------------------------------------------------ |
| 29 |            | Benvinda Seabra Fagundes | 7 de novembro de 1945   | 13 de fevereiro de 1946 | Miguel Seabra Fagundes   | [ 10 ]                                                                   |
| 30 |            | Haydée Bezerra de Melo   | 13 de fevereiro de 1946 | 15 de janeiro de 1947   | Ubaldo Melo              | [ 11 ] [ 12 ]                                                            |
| 31 |            | Dulce da Rocha Lima      | 15 de janeiro de 1947   | 31 de julho de 1947     | Orestes da Rocha Lima    |                                                                          |
| 32 |            | Conceição Varela         | 31 de julho de 1947     | 31 de janeiro de 1951   | José Augusto Varela      | [ 13 ] [ 14 ]                                                            |
| 33 |            | Adalgisa Rosado          | 31 de janeiro de 1951   | 16 de julho de 1951     | Dix-Sept Rosado          | [ 15 ] [ 16 ]                                                            |
| 34 |            | Clotilde Pedroza         | 16 de julho de 1951     | 31 de janeiro de 1956   | Sylvio Pedroza           | Segunda-dama que assumiu a função de primeira-dama com a posse do marido |
| 35 |            | Diva Mariz               | 31 de janeiro de 1956   | 31 de janeiro de 1961   | Dinarte Mariz            | [ 19 ]                                                                   |
| 36 |            | Ivone Lyra Alves         | 31 de janeiro de 1961   | 31 de janeiro de 1966   | Aluízio Alves            | [ 20 ] [ 21 ] [ 22 ]                                                     |

### Quinta República (1964–1985)
Durante o regime militar, as primeiras-damas mantiveram-se ativas em ações sociais, muitas vezes alinhadas às políticas governamentais. No Rio Grande do Norte, embora a documentação específica seja escassa, é provável que as primeiras-damas tenham participado de atividades assistenciais e culturais, buscando amenizar as tensões sociais do período.
| Nº                                | Fotografia                        | Primeira-dama                     | Início do mandato     | Fim do mandato      | Governador         | Notas e Referências  |
| --------------------------------- | --------------------------------- | --------------------------------- | --------------------- | ------------------- | ------------------ | -------------------- |
| Vago; o governador era sacerdote. | Vago; o governador era sacerdote. | Vago; o governador era sacerdote. | 31 de janeiro de 1966 | 15 de março de 1971 | Walfredo Gurgel    |                      |
| 37                                |                                   | Aída Cortez Pereira               | 15 de março de 1971   | 15 de março de 1975 | Cortez Pereira     | [ 23 ] [ 24 ] [ 2 ]  |
| 38                                |                                   | Teresa Maia                       | 15 de março de 1975   | 15 de março de 1979 | Tarcísio Maia      | [ 25 ] [ 26 ] [ 27 ] |
| 39                                |                                   | Wilma Maia                        | 15 de março de 1979   | 15 de março de 1983 | Lavoisier Maia     | [ 28 ] [ 29 ] [ 30 ] |
| 40                                |                                   | Anita Catalão Maia                | 15 de março de 1983   | 15 de maio de 1986  | José Agripino Maia | [ 31 ] [ 32 ] [ 33 ] |

### Sexta República (1985–presente)
Com a redemocratização, o papel das primeiras-damas tornou-se mais diversificado. Algumas passaram a ter carreiras políticas próprias, enquanto outras continuaram a se dedicar a causas sociais. No Rio Grande do Norte, Wilma de Faria é um exemplo marcante. Ela não apenas foi primeira-dama, mas também ocupou cargos políticos de destaque, incluindo o de governadora do estado. Sua atuação reflete a evolução do papel das mulheres na política potiguar e brasileira.
| Nº                                  | Fotografia                          | Primeira-dama / Primeiro-cavalheiro | Início do mandato     | Fim do mandato        | Governador(a)           | Notas e Referências                                                                                              |
| ----------------------------------- | ----------------------------------- | ----------------------------------- | --------------------- | --------------------- | ----------------------- | --- |
| 41                                  |                                     | Alda Pereira                        | 15 de maio de 1986    | 15 de março de 1987   | Radir Pereira           | Segunda-dama que assumiu a função de primeira-dama com a posse do marido                                         |
| 42                                  |                                     | Edinólia Melo                       | 15 de março de 1987   | 15 de março de 1991   | Geraldo Melo            | [ 37 ] [ 38 ] |
| 43                                  |                                     | Anita Catalão Maia                  | 15 de março de 1991   | 2 de abril de 1994    | José Agripino Maia      | [ 33 ] |
| Vago; o governador era solteiro.    | Vago; o governador era solteiro.    | Vago; o governador era solteiro.    | 2 de abril de 1994    | 1º de janeiro de 1995 | Vivaldo Costa           | |
| 44                                  |                                     | Denise Alves                        | 1º de janeiro de 1995 | 5 de abril de 2002    | Garibaldi Alves Filho   | [ 39 ] |
| 45                                  |                                     | Eliane Freire                       | 5 de abril de 2002    | 1º de janeiro de 2003 | Fernando Freire         | Segunda-dama que assumiu a função de primeira-dama com a posse do marido                                         |
| Vago; a governadora era divorciada. | Vago; a governadora era divorciada. | Vago; a governadora era divorciada. | 1º de janeiro de 2003 | 2008                  | Wilma de Faria          | |
| —                                   |                                     | José Maurício Souza                 | 2008                  | 31 de março de 2010   | Wilma de Faria          | Wilma manteve uma união estável com José Maurício, fazendo dele o 1.º primeiro-cavalheiro do Rio Grande do Norte |
| 46                                  |                                     | Celina Ferreira de Souza            | 31 de março de 2010   | 1º de janeiro de 2011 | Iberê Ferreira de Souza | Segunda-dama que assumiu a função de primeira-dama com a posse do marido                                         |
| —                                   |                                     | Carlos Augusto Rosado               | 1º de janeiro de 2011 | 1º de janeiro de 2015 | Rosalba Ciarlini        | 2.º Primeiro-cavalheiro do Rio Grande do Norte                                                                   |
| 47                                  |                                     | Julianne Faria                      | 1º de janeiro de 2015 | 6 de dezembro de 2017 | Robinson Faria          | Julianne e Robinson se divorciaram durante o mandato                                                             |
| Vago; o governador era divorciado.  | Vago; o governador era divorciado.  | Vago; o governador era divorciado.  | 6 de dezembro de 2017 | 1º de janeiro de 2019 | Robinson Faria          | Julianne e Robinson se divorciaram durante o mandato                                                             |
| Vago; a governadora é solteira.     | Vago; a governadora é solteira.     | Vago; a governadora é solteira.     | 1º de janeiro de 2019 | até a atualidade      | Fátima Bezerra          | |